# جامعة نيلسون مانديلا
جامعة نيلسون مانديلا (بالإنجليزية: Nelson Mandela University)‏ المعروفة سابقًا باسم جامعة نيلسون مانديلا متروبوليتان (NMMU) وقبل ذلك - جامعة بورت إليزابيث (UPE)، تقع هذه الجامعة في جنوب إفريقيا، ومقر إدارتها الرئيسية في مدينة بورت إليزابيث الساحلية. تأسست جامعة نيلسون مانديلا من خلال اندماج ثلاث مؤسسات في يناير 2005، لكن تاريخها يعود إلى عام 1882، مع تأسيس مدرسة بورت إليزابيث للفنون.
جامعة نيلسون مانديلا هي جامعة شاملة ولها سبعة فروع، ستة في بورت إليزابيث وواحد في جورج . الحرم الجامعي الرئيسي هو الحرم الجنوبي. ويمكن للطلاب في جامعة نيلسون مانديلا الدراسة للحصول على دبلوم أو درجة تصل إلى مستوى الدكتوراه . يتضمن عدد من الدورات التدريبية خبرة في مكان العمل كجزء من المناهج الدراسية في جامعة نيلسون مانديلا. اللغة الإنجليزية هي وسيلة التدريس في الجامعة.

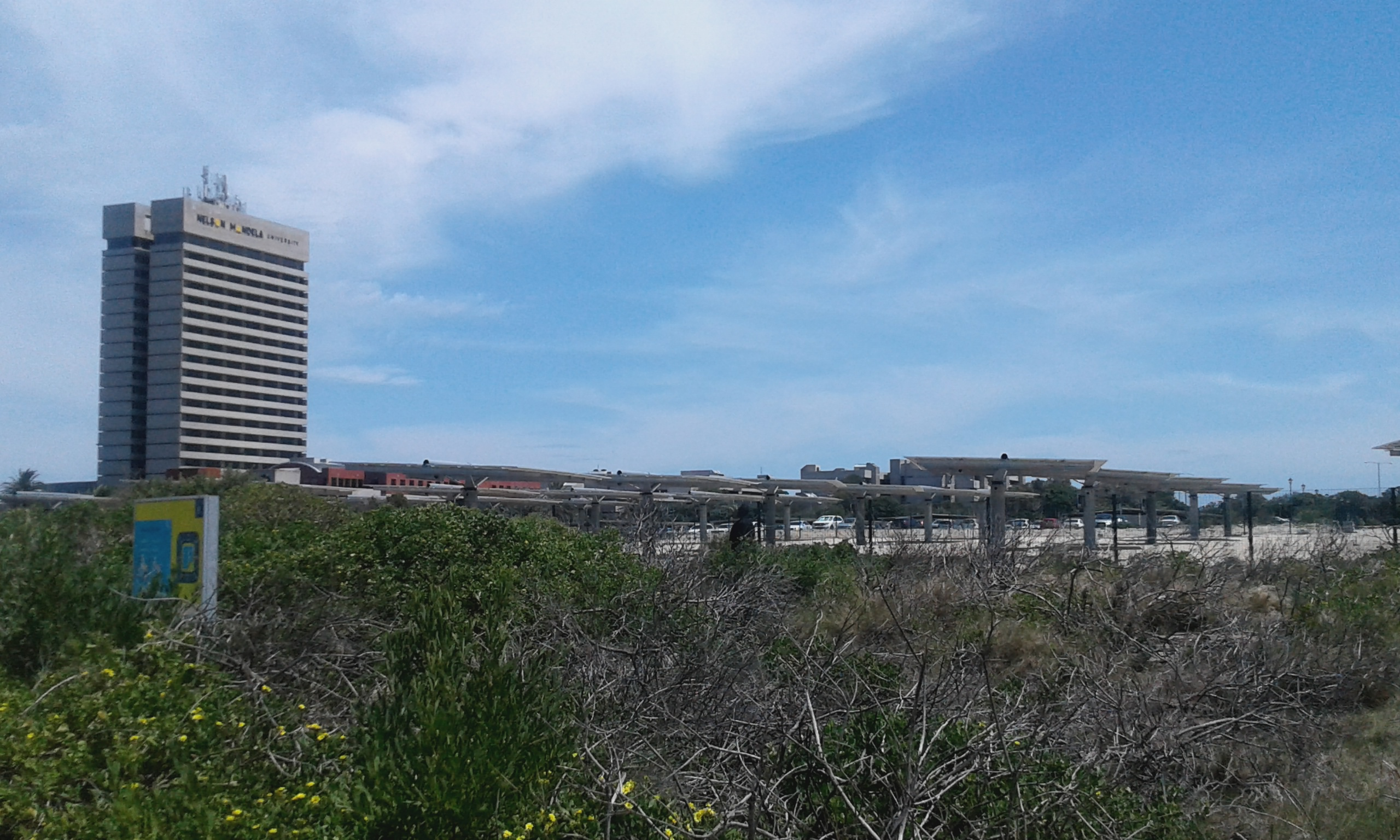
الحرم الجنوبي